# 4205 David Hughes
4205 David Hughes este un asteroid descoperit pe 18 decembrie 1985 de Edward Bowell.